# Sophie Walker
Sophie Walker (Grimsby, 9 augustus 1984) is een golfer uit Engeland. Ze woont in Cleethorpes.

## Amateur
Op 13-jarige leeftijd speelde ze al toernooien voor Lincolnshire en vanaf 2000 speelde ze in het nationale team. In 2003 haalde ze de halve finale van het Brits Amateur. Ze studeerde van 2003-2005 aan de Loughborough-universiteit in Leicestershire en speelde toen ook in het eerste team van de universiteit. 

## Gewonnen
- 2000: Daily Telegraph
- 2001: Daily Telegraph
- 2002: NK Strokeplay U21
- 2003: NK Strokeplay
- 2004: Welsh Open U21
- 2005: Finalist Engels Amateur, winnaar Engelse Order of Merit

## Professional
In oktober 2006 werd ze professional en in november behaalde ze haar tourkaart voor 2007. Sindsdien speelt ze op de Ladies European Tour. Ze heeft nog geen toernooi gewonnen maar wel enkele top-10 plaatsen behaald en steeds haar speelrecht behouden. In 2011 werd ze bij het Dutch Ladies Open op Golfclub Broekpolder 12de en in 2012 eindigde ze op de 11de plaats.